# Mantas Kalnietis
Mantas Kalnietis  (* 6. September 1986 in Kaunas) ist ein litauischer Basketballspieler. Er spielt auf der Position eines Point Guard. Er ist 1,95 m groß und wiegt 93 kg (2010).

## Karriere

### Verein
Kalnietis spielte zweieinhalb Saisons bei LKKA-Žalgiris mit 17,7 Punkte, 4,4 Rebounds und 4,3 Assists in der zweiten Saison. Seit 2006 spielte er bei Žalgiris Kaunas (5,9 Punkte, 2 Rebounds und 2,3 Assists pro Spiel in der ersten Saison). Der größte Erfolg für Kalnietis gab es in der Saison 2008-09 (11,3 Punkte im LKL und 8,5 Punkte und 3,0 Assists in der EuroLeague).
Kalnietis schloss im Juni 2009 einen dreijährigen Kontrakt mit Benetton Treviso ab, obwohl er bei Žalgiris Kaunas noch unter Vertrag stand. Das Sportgericht FIBA entschied, dass er seinen Vertrag mit Žalgiris Kaunas erfüllen muss. Insgesamt spielte Kalnietis von 2006 bis 2012 bei Žalgiris. Während dieser Zeit gewann er viermal die litauische Meisterschaft und ebenfalls viermal den litauischen Pokal. Neben der litauischen Titel gewann er mit Žalgiris viermal die Baltic Basketball League. Er war fünfmal Teilnehmer des litauischen All-Star Games und zweimal Teilnehmer des All-Star Games der BBL. Im Sommer 2012 wechselte Kalnietis zum russischen Lokomotive Kuban Krasnodar.

### Litauische Basketballnationalmannschaft
Kalnietis war Mitglied der litauischen Basketballnationalmannschaft bei der WM 2006, der EM 2009 und EM 2011. Bei der WM 2010 gewann er mit Litauen die Bronzemedaille. Er nahm mit der Nationalmannschaft an den Olympischen Spielen 2012 in London teil.

## Erfolge

### Mit der Mannschaft
- Eurocup Sieger – 2013
- LKL Meister – 2007, 2008, 2011, 2012
- Sieger Litauischer Basketballpokal – 2007, 2008, 2011, 2012
- BBL Meister – 2008, 2010, 2011, 2012
- LKL Vize-Meister – 2006, 2009
- BBL Vize-Meister – 2006, 2007, 2009
- Basketball-Weltmeisterschaft 2010, Türkei – Bronzemedaille

### Persönliche Auszeichnungen
- Teilnehmer der litauischen All-Star Game: 2007, 2009, 2010, 2011, 2012
- Teilnehmer der Baltic League All-Star Game: 2007, 2008
- MVP des Monats Februar 2013 in der VTB-UL
- bester litauischer Spieler in der VTB-UL 2013